# Hombre (historieta)
Hombre es una serie de historietas de ciencia ficción, con guion de Antonio Segura y dibujos de José Ortiz, y publicada en España por primera vez en 1981, en el primer número de la revista Cimoc. El protagonista es homónimo del título.

## Trayectoria editorial
Durante los años 80 del siglo XX, España vivió un auténtico boom del cómic para adultos. Antonio Segura creó, entre otros personajes memorables, a Bogey y Orka, pero fue Hombre, en colaboración con José Ortiz el que tuvo más éxito. Tras su lanzamiento en la revista Cimoc, Segura y Ortiz publican Hombre en la revista K.O. Comics, una de las tres publicaciones que Ediciones Metropol, cooperativa de edición propiedad de los propios autores, publica durante su corta existencia en 1984. Cuando Metropol desaparece, Hombre vuelve a Cimoc, pasando posteriormente a recopilarse todas las historias en varios álbumes, todos ellos publicados por Norma Editorial.
La serie fue publicada inicialmente 18 historias en blanco y negro desde su primer número hasta el 39 de Cimoc pasando posteriormente a publicarse en color a partir del número 59 de esta revista. 
Hombre contó con un considerable éxito en el mercado extranjero, principalmente en Francia, donde se publicaron todas sus aventuras, pero también en otros países como en el Reino Unido, Italia o Estados Unidos.

## Argumento
Serie posapocalíptica de ciencia ficción con influencia asimismo del western, Hombre se desarrolla en la Tierra después de que una sucesión de guerras, desastres naturales y crisis energéticas provoquen un colapso total de la sociedad civilizada. Los escasos supervivientes malviven de los despojos, tanto de forma individual como organizados en pequeños grupos, habitualmente defendiéndose mediante el uso de la fuerza.
Las aventuras se desarrollan principalmente en los restos de las antiguas grandes ciudades, aunque hacia su segunda mitad la serie se deriva hacia los espacios abiertos. El protagonista, denominado simplemente Hombre, es un personaje solitario, cínico, pesimista y violento que sobrevive como puede en ese entorno hostil.

## Ediciones

### Revista Cimoc

#### Episodios en blanco y negro
- n.º 1: Semillas para un adiós
- n.º 2: Una tumba de hormigón
- n.º 8: Un valle para una venganza
- n.º 9: Perro
- n.º 11: Su peso en oro
- n.º 12: Dejad que se acerquen a mi
- n.º 13: Moisés
- n.º 14: Madre abeja
- n.º 28: La herencia de la humanidad
- n.º 29: El cazador
- n.º 30: Caballo
- n.º 31: La última aventura
- n.º 32: ¿Alguien sabe tocar la flauta?
- n.º 33: Luna llena
- n.º 34: Navidad... Dulce Navidad
- n.º 35: Con el barro al cuello
- n.º 36: Incendio
- n.º 37, 39: Tu no eres Adán (relato en 2 partes)

#### Episodios en color
- n.º 59: No soy tan duro como creía
- n.º 62: Prohibido dar de comer a los animales
- n.º 64: El extraño perfume
- n.º 66, 68: Al final del río (relato en 2 partes)
- n.º 70: El último enemigo
- n.º 116, 117, 118, 119: Atila (relato en 4 partes)
- n.º 136: El rey de los perros
- n.º 137: Atila y los 7 enanitos
- n.º 138: Un viejo inútil
- n.º 139: El líder
- n.º 155: Las golondrinas, los buitres y el puente
- n.º 156: Rabioso
- n.º 157: Un hombre solo
- n.º 158: Los hijos de la araña

### Revista K.O. Cómics
- n.º 1 al 4: El mejor mundo posible (relato en 4 entregas, inconcluso)

### Álbumes recopilatorios
- 1. Hombre. (Colección Cimoc Presenta, Norma 1984). Contiene los episodios: Una tumba de hormigón, Dejad que se acerquen a mi, Semillas para un adiós, Perro, Su peso en oro y Un valle para una venganza.
- 2. La herencia de la humanidad. (Colección B/N n.º 4, Norma 1984). Contiene los episodios: Navidad... Dulce Navidad, La herencia de la humanidad, El cazador, Caballo, La última aventura y ¿Alguien sabe tocar la flauta?.
- 3. No soy tan duro como creía. (Cimoc Extra Color n.º 42, Norma 1988). Contiene los episodios: No soy tan duro como creía, Prohibido dar de comer a los animales y El extraño perfume.
- 4. El último enemigo. (Cimoc Extra Color n.º 50, Norma 1989). Contiene los episodios: Al final del río y El último enemigo.
- 5. Atila. (Cimoc Extra Color n.º 87, Norma 1992). Contiene el relato largo del mismo título.
- 6. Sobrevive mientras puedas. (Cimoc Extra Color n.º 107, Norma 1994). Contiene los episodios: El rey de los perros, Atila y los 7 enanitos, Un viejo inútil y El líder.
- 7. Peregrinos del infierno. (Cimoc Extra Color n.º 119, Norma 1995). Contiene los episodios: Las golondrinas, los buitres y el puente, Rabioso, Un hombre solo y Los hijos de la araña.
- Hombre. Obra completa. Tomo 1. (Editores de Tebeos 2013). Es el primer tomo de un recopilatorio de todas las aventuras en dos tomos. Contiene los episodios en blanco y negro.
- Hombre. Obra completa. Tomo 2. (Editores de Tebeos 2013). Es el segundo tomo de dicho recopilatorio. Contiene los episodios en color.
- Hombre integral. (Editorial Panini 2016). Recopilatorio de la saga completa, tanto las historias en blanco y negro como las historias en color.